# 忠義
| ウィキペディアには「忠義」という見出しの百科事典記事はありません（タイトルに「忠義」を含むページの一覧/「忠義」で始まるページの一覧）。 代わりにウィクショナリーのページ「忠義」が役に立つかもしれません。 |